# Potrero de los Funes Circuit
Potrero de los Funes Circuit – uliczny tory wyścigowy znajdujący się 14 kilometrów od miasta San Luis w Argentynie. Tor ma 6,270 km długości. Kierowcy przejeżdżają wokół jeziora Potrero de los Funes.

## Historia
Pierwsze wyścigi na tym torze odbyły się w 1987. W tym samym roku podczas wyścigu Turismo Carretera doszło do wypadku, w którym zginęło dwóch kibiców. W następnym wyścigu znowu doszło do groźnej kraksy. Kierowca cudem przeżył wypadek. Te wydarzenia spowodowały, że przez długi czas nie odbywały się tutaj żadne wyścigi.
W 2008 roku dzięki pomocy SRO Motorsports Group tor został przebudowany. Kosztowało to 9 milionów euro.

## Wyścigi
Od 2008 odbywają się tutaj wyścigi serii TC 2000, GT Championship, Turismo Carretera i Argentyńskiej Formuły Renault.